# Hind Herred
Hind Herred var et herred i Ringkøbing Amt. Det hed i Kong Valdemars Jordebog Heingæhæreth og hørte i middelalderen under Hardsyssel. Senere var det sammen med Vandfuld Herred og Ulfborg Herred et len, der i en periode fra 1523 – 1549 hørte under Riberhus Len, hvorefter det igen blev selvstændigt, indtil det i 1597 blev forenet med Bøvling Len. Fra 1660 kom det under Bøvling Amt, indtil det i 1794 kom under det da oprettede Ringkøbing Amt.
Hind Herred grænser mod nord og øst til Ulfborg Herred , mod syd til Bølling Herred og er i øvrigt omgivet af Ringkøbing Fjord og Vesterhavet.
Til Herredet hører Holmsland mellem Ringkøbing Fjord og Stadil Fjord, hvilken sidste ligger i herredet, og Holmslands Klit mellem Ringkøbing Fjord og Vesterhavet.
I herredet ligger købstaden Ringkøbing, og følgende sogne:
- Gammel Sogn
- Hee Sogn
- Holmsland Klit Sogn
- Hover Sogn
- No Sogn
- Ny Sogn
- Nørre Omme Sogn
- Rindum Sogn
- Ringkøbing Sogn
- Ringkøbing Landsogn (Ej vist på kort)
- Stadil Sogn
- Tim Sogn
- Torsted Sogn
- Vedersø Sogn
- Velling Sogn